# Покровский, Григорий Васильевич
Григо́рий Васи́льевич Покро́вский (8.10.1871—16.011968) — генерал-майор, герой Первой мировой войны.

## Биография
Православный. Родился в Ташкенте. Окончил Оренбургский Неплюевский кадетский корпус (1890) и 3-е военное Александровское училище (1892), откуда был выпущен подпоручиком в 1-й Туркестанский линейный батальон. Позднее был переведен в лейб-гвардии Волынский полк с тем же чином и старшинством.
Чины: поручик (1896), штабс-капитан гвардии с переименованием в капитаны ГШ (1899), подполковник (1903), полковник (1907), генерал-майор (за боевые отличия, 9.08.1915)
В 1899 году окончил Николаевскую академию Генерального штаба по 1-му разряду. По окончании академии состоял старшим адъютантом штаба 36-й пехотной дивизии (1900—1901). В 1901—1904 годах состоял в прикомандировании к Александровскому военному училищу для преподавания военных наук.
Затем состоял штаб-офицером для особых поручений при штабе Гренадерского корпуса (1904—1905) и штаб-офицером для поручений при штабе Московского военного округа (1905—1911). В 1911—1913 годах занимал должность начальника штаба 3-й гренадерской дивизии.
2 ноября 1908 года в церкви Императорского Мариинского дворца г. Санкт-Петербурга состоялось бракосочетание (вторым браком) полковника Покровского Г. В. с Софьей Николаевной — дочерью Маркова Николая Львовича, действительного статского советника, члена Совета Русско-азиатского банка, Председателя правления юго-восточных железных дорог, члена Государственного Совета, депутата 3-й и 4-й Государственных дум.
20 октября 1913 года назначен командиром 129-го пехотного Бессарабского полка, с которым вступил в Первую мировую войну. Был награждён Георгиевским оружием
За то, что в бою 18 авг. 1914 г., командуя авангардом в составе 129-го пехотного Бессарабского полка с 2 батареями, несмотря на губительный огонь противника, захватил село и командующие высоты, удержал их и тем дал возможность главным силам дебушировать из леса.

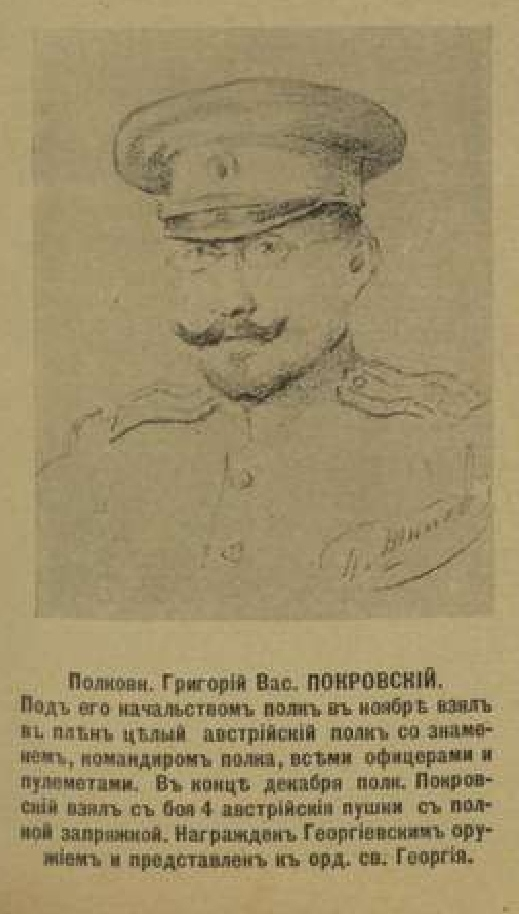
Описание подвига полка, которым командовал Покровский Г. В. в годы Первой Мировой войны

и орденом Святого Георгия 4-й степени
За то, что 13 ноября 1914 г., начальствуя авангардом 33-й пехотной дивизии, атаковал противника, занявшего позицию у дд. Бржеско Старе и Смиловице, заставил его очистить позицию и, благодаря решительным и искусным распоряжениям, окружил его на берегах р. Вислы и заставил положить оружие, чем способствовал дальнейшему победоносному движению вперед нашей армии. Трофеями были: весь 31-й пехотный гонведный полк со знаменем, в составе 22 офицеров, 1311 нижних чинов и 4 пулеметов.

9 августа 1915 года произведен в генерал-майоры с назначением начальником штаба 1-го Туркестанского армейского корпуса. 25 сентября 1916 года переведен генерал-квартирмейстером штаба в 8-ю армию генерала Каледина. В 1917 году состоял начальником штаба 8-й армии, когда ею командовал генерал Корнилов. Во время Корниловского выступления был отчислен от должности в резерв чинов при штабе Киевского военного округа.
В августе 1918 года прибыл в Добровольческую армию. Находился в распоряжении помощника начальника Военного управления генерала Вязьмитинова, в Русской армии генерала Врангеля состоял в резерве чинов Генерального штаба, выполняя различные поручения. В 1920 году был эвакуирован из Крыма в Константинополь.
В эмиграции во Франции с 25.12.1922 г. В период 1920—1956 проживал в Париже по адресу проспект Фремье, д.9. 19 марта 1956 года переехал на постоянное проживание в Русский Дом в Сент-Женевьев-де-Буа, в котором проживал до своей кончины в январе 1968 года. В 1965 году награждён орденом Почётного Легиона Франции. Принимал деятельное участие в жизни военной эмиграции. Состоял членом РОВСа, председателем Объединения лейб-гвардии Волынского полка и Общества офицеров Генерального штаба во Франции, почетным председателем Союза российских кадетских корпусов. Окончил поварскую школу «Кордон Бле» и до 85 лет работал кулинаром в парижском ресторане.
Скончался в 16 января 1968 года. Похоронен в отдельной могиле на Кадетском участке кладбища Сент-Женевьев-де-Буа.

## Награды
- Орден Святого Станислава 3-й ст. (1903);
- Орден Святой Анны 3-й ст. (1905);
- Орден Святого Станислава 2-й ст. (1910);
- Орден Святой Анны 2-й ст. (1913);
- Орден Святого Владимира 4-й ст. с мечами и бантом (ВП 02.1915);
- Орден Святого Владимира 3-й ст. с мечами (ВП 27.02.1915);
- Георгиевское оружие (ВП 09.03.1915);
- Орден Святого Георгия 4-й ст. (ВП 19.05.1915).